# Partit Socialista Democràtic Italià
El Partito Socialista Democratico Italiano-PSDI (en italià, Partit Socialista Democràtic Italià) és un partit polític socialdemòcrata creat el 1947, dissolt en el 1998 i refundat el 2004.

## PSDI històric
Aquest PSDI va existir entre 1947 i 1998, excepte un petit parèntesi entre 1966 i 1969. Mai va superar el 10% dels vots.

### Escissió i reunificació amb el PSI (1947-1966)
El partit va néixer d'una escissió de l'ala moderada del Partit Socialista Italià (PSI). Al principi va prendre la denominació de Partito Socialista dei Lavoratori Italiani-PSLI, amb la falç i el martell i les tres fletxes com a símbol.
El Partit Socialista (Secció Italiana de la Internacional Socialista, PS-SIIS) va néixer l'1 de maig del 1951 de la fusió del Partit Socialista dels Treballadors Italians i el Partit Socialista Unitari. Va adoptar com a símbol el sol naixent. Es presentà a les eleccions regionals de Sicília de 1951, però no va obtenir representació. El 7 de gener del 1952 partit va prendre la denominació de PSDI. L'escissió del PSI va estar liderada per Giuseppe Saragat que va arribar a ser president d'Itàlia. El partit va participar en la coalició governant sortida de les primeres eleccions democràtiques després de la dictadura de Benito Mussolini. Aquesta coalició la formava al costat d'altres tres partits: Democràcia Cristiana (DC), Partit Liberal Italià i Partit Republicà Italià. Aquesta coalició, sempre liderada pels democristians, es va mantenir fins als anys 60.
La DC volia que el Partit Socialista participés en el govern. El PSDI va tenir un paper clau, ja que va actuar de mitjancer entre ambdós partits. La bona experiència de govern va intensificar les relacions entre PSDI i PSI que acabarien per reunificarse el 1966 creant el Partit Socialista Unificat.

### Segona escissió del PSI i dissolució del partit (1969-1998)
La unió va durar tres anys, en 1969 després d'uns mals resultats electorals, els sectors moderats del PSI abandonaren el partit. Primer recuperen el Partit Socialista Unitari per a dos anys després tornar a la denominació de PSDI. Mentrestant en la coalició governant s'iniciava l'era del pentapartito italià, que unia socialistes, democristians, liberals, republicans i per descomptat el PSDI. En el curs dels anys es van deslligant els enfrontaments interns. Dirigents com Pietro Longo demanaven clarament una nova unió amb el PSI. Això seguia la idea de Bettino Craxi de crear "una gran família socialista" que inclogués fins i tot als postcomunistes Demòcrates d'Esquerres. Els sectors que exigirien la fusió amb el PSI abandonarien el partit i s'unirien a les files socialistes a les eleccions de 1989.
Amb la creació, en la primera meitat dels noranta, de les grans coalicions electorals, el partit va sofrir moltes escissions. D'altra banda, la credibilitat del partit es veuria seriosament danyada en ser detinguts diversos líders i ex dirigents per corrupció. Gradualment el PSDI va perdre importància i nombres d'afiliats, per a desaparèixer finalment el 1998.

### Diàspora socialdemòcrata
Els polítics del PSDI van dur les seves idees laiques i moderades principalment a quatre partits: 
- A La Margherita, partit i antiga coalició moderada. Pertany a L'Unione liderada per Romano Prodi.
- Socialistes Democràtics Italians, partit de centreesquerra que diu ser el successor ideològic del Partit Socialista Italià.
- Alguns sectors del partit han confluït a Forza Itàlia, malgrat ser aquest un partit de centredreta.
- Altres exponents del partit el refundaren en el 2004 amb el mateix nom, Partit Socialista Democràtic Italià.

## Resultats electorals

### Parlament Italià
| Any  | Líder             | Vots            | %            | Diputats | +/− | Vots           | %            | Senadors | +/- |
| ---- | ----------------- | --------------- | ------------ | -------- | --- | -------------- | ------------ | -------- | --- |
| 1948 | Giuseppe Saragat  | 1,858,116 (3r)  | 7.7          | 33 / 574 | Nou | 1,219,287 (3r) | 5.0          | 10 / 237 | Nou |
| 1953 | Giuseppe Saragat  | 1,222,957 (6è)  | 4.5          | 14 / 590 | 19  | 1,046,301 (6è) | 4.3          | 4 / 237  | 6   |
| 1958 | Giuseppe Saragat  | 1,345,447 (5è)  | 4.6          | 22 / 596 | 8   | 1,136,803 (5è) | 4.4          | 5 / 246  | 1   |
| 1963 | Giuseppe Saragat  | 1,876,271 (5è)  | 6.1          | 33 / 630 | 11  | 1,743,837 (5è) | 6.4          | 14 / 315 | 9   |
| 1968 | Giuseppe Saragat  | Dins del PSU    | Dins del PSU | 29 / 630 | 4   | Dins del PSU   | Dins del PSU | 10 / 315 | 4   |
| 1972 | Mario Tanassi     | 1,718,142 (5è)  | 5.1          | 29 / 630 | =   | 1,614,273 (5è) | 5.4          | 11 / 315 | 1   |
| 1976 | Pier Luigi Romita | 1,239,492 (5è)  | 3.4          | 15 / 630 | 14  | 974,940 (5è)   | 3.1          | 6 / 315  | 5   |
| 1979 | Pietro Longo      | 1,407,535 (5è)  | 3.8          | 20 / 630 | 5   | 1,320,729 (5è) | 4.2          | 9 / 315  | 3   |
| 1983 | Pietro Longo      | 1,508,234 (6è)  | 4.9          | 23 / 630 | 3   | 1,184,936 (6è) | 3.8          | 8 / 315  | 1   |
| 1987 | Franco Nicolazzi  | 1,140,209 (6è)  | 3.0          | 17 / 630 | 6   | 822,593 (6è)   | 2.5          | 6 / 315  | 2   |
| 1992 | Antonio Cariglia  | 1,066,672 (10è) | 2.7          | 16 / 630 | 1   | 853,895 (10è)  | 2.6          | 3 / 315  | 3   |
| 1994 | Carlo Vizzini     | 179,495 (14è)   | 0.5          | 0 / 630  | 16  | 66,589 (14è)   | 0.2          | 0 / 315  | 3   |

### Parlament Europeu
| Any  | Líder            | Vots           | %   | Escons | +/− |
| ---- | ---------------- | -------------- | --- | ------ | --- |
| 1979 | Pietro Longo     | 1,514,272 (5è) | 4.3 | 4 / 81 | Nou |
| 1984 | Pietro Longo     | 1,225,462 (6è) | 3.5 | 3 / 81 | 1   |
| 1989 | Antonio Cariglia | 945,383 (7è)   | 2.7 | 2 / 81 | 1   |
| 1994 | Carlo Vizzini    | 227,439 (13è)  | 0.7 | 1 / 87 | 1   |

### Eleccions regionals
| Any  | Líder            | Vots           | %   | Escons   | +/− |
| ---- | ---------------- | -------------- | --- | -------- | --- |
| 1970 | Giuseppe Saragat | 1,897,034 (4t) | 7.0 | 41 / 720 | Nou |
| 1975 | Mario Tanassi    | 1,701,864 (5è) | 5.6 | 36 / 720 | 5   |
| 1980 | Pietro Longo     | 1,505,607 (5è) | 5.0 | 31 / 720 | 5   |
| 1985 | Pietro Longo     | 1,150,788 (6è) | 3.6 | 23 / 720 | 8   |
| 1990 | Antonio Cariglia | 894,318 (6è)   | 2.8 | 21 / 720 | 2   |

### Secretaris
- Giuseppe Saragat (gener 1947)
- Alberto Simonini (febrer 1948)
- Ugo Guido Mondolfo (maig 1949)
- Ludovico D'Aragona (juny 1949)
- Giuseppe Saragat (novembre 1949)
- Ezio Vigorelli (gener 1952)
- Giuseppe Romita (maig 1952)
- Giuseppe Saragat (octubre 1952)
- Gian Matteo Matteotti (febrer 1954)
- Giuseppe Saragat (abril 1957)
- Mario Tanassi (gener 1964 - octubre 1966)
- De 1966 a 1969 el PSDI estava unificat amb el PSI.
- Mauro Ferri (juliol 1969)
- Mario Tanassi (febrer 1972)
- Flavio Orlandi (juny 1972)
- Mario Tanassi (juny 1975)
- Giuseppe Saragat (març 1976)
- Pier Luigi Romita (octubre 1976)
- Pietro Longo (octubre 1978)
- Franco Nicolazzi (octubre 1985)
- Antonio Cariglia (març 1988)
- Carlo Vizzini (maig 1992)
- Enrico Ferri (abril 1993 - 1994)
- Gianfranco Schietroma (1994 - 2004)

## Nou PSDI (2004-...)
Refundat en el 2004, en el nou PSDI actualment pertany a L'Unione i té una estreta col·laboració amb Demòcrates d'Esquerres. Manté els mateixos valors socialdemòcrates que l'antic PSDI de tal manera que va continuar en els seus congressos amb l'ordre del PSDI històric. Encara que com a coalició va vèncer a les eleccions generals de 2006, en el Senat on es presentava en solitari va aconseguir una mitjana de 0,2%, a nivell nacional. El seu únic secretari fins al moment ha estat Giorgio Carta.